# Inhalator

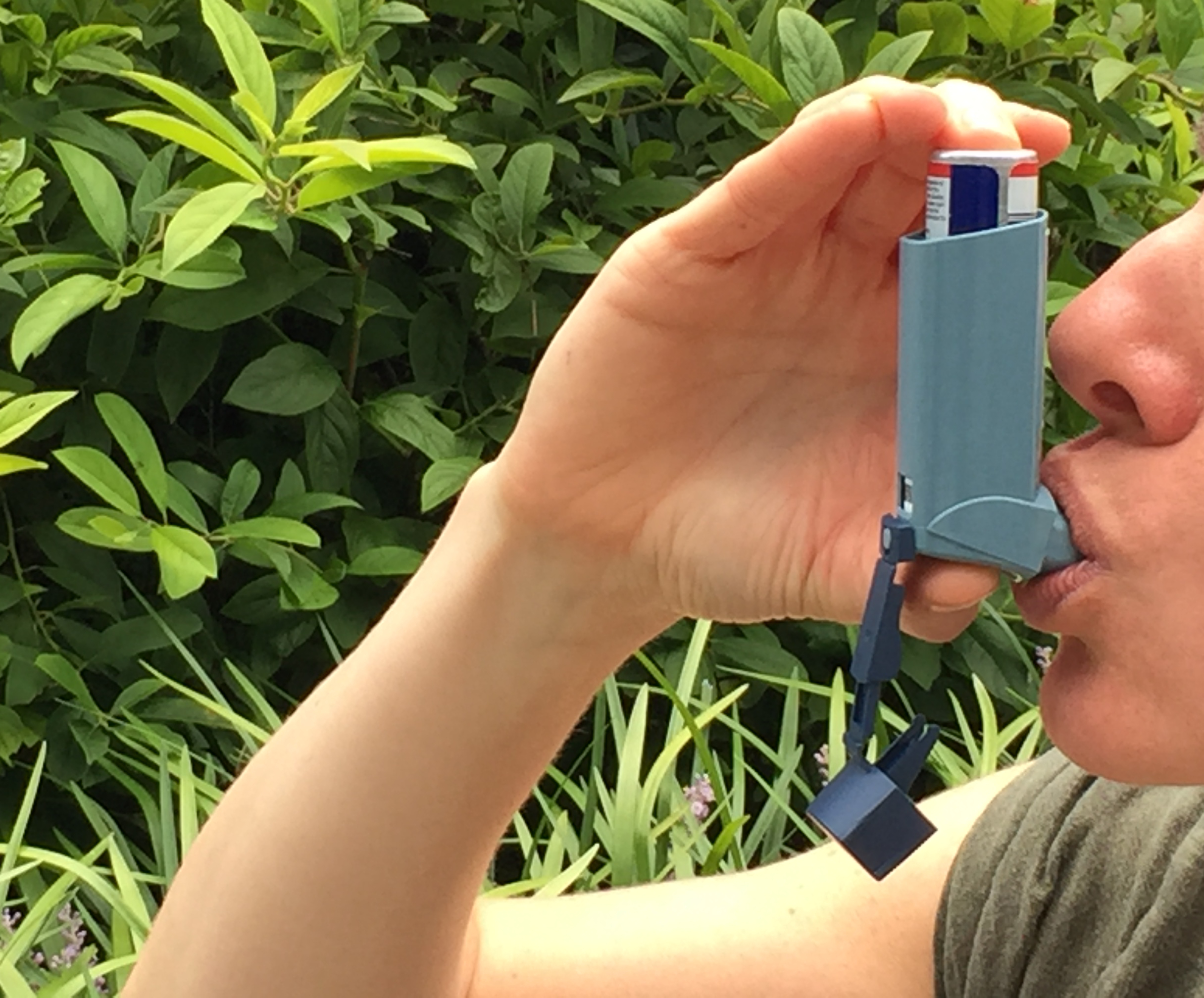
Inhalator

Inhalator, nebulizator – wyrób medyczny przeznaczony do inhalacji, terapii górnych i dolnych dróg oddechowych.

## Historia
Słowo "inhalator" pojawiło się po raz pierwszy w wydanej w 1778 r. książce angielskiego lekarza Johna Mudge’a pt." A Radical and Expend itious Cure for a recent Catarrhous Cough". Opisał on substancje przydatne w leczeniu chorób dróg oddechowych i urządzenie do ich aplikacji. W latach 60. XIX w. we Francji i Anglii skonstruowano pierwsze modele inhalatorów. Był to początek terapii wziewnej.

## Zastosowanie
Inhalator służy do leczenia infekcji lub chorób wewnętrznych takich jak: kaszel, przeziębienie, zapalenie zatok, zapalenie oskrzeli, zapalenie płuc, astma oraz chorób alergicznych.

## Rodzaje inhalatorów
- Inhalator tłokowy (pneumatyczny)
- Inhalator ultradźwiękowy

## Inhalator - wyposażenie
- kompresor - tłoczący powietrze pod odpowiednim ciśnieniem przez przewód połączeniowy do komory nebulizacyjnej,
- komora nebulizacyjna - do niej wlewamy lek/sól fizjologiczną i w niej zachodzi proces rozbicia płynu sprężonym powietrzem do postaci aerozolu,
- akcesoria (maseczka, ustnik, końcówka donosowa itp.) - zakładane na komorę nebulizacyjną i służące do właściwego podania aerozolu,
- wymienny filtr powietrza - służy do oczyszczania powietrza pobieranego przez kompresor z otoczenia.